# الباحثون عن الذهب (فلم 2017)
الباحثون عن الذهب (بالإسبانية: Los Buscadores) هو فيلم مغامرات-كوميدي باراغواني صدر عام 2017 من بطولة توماس أرريدوندو وماريو تونانيز وكريستيان فيريرا وسيسيليا توريس وساندرا سنابريا، من إخراج خوان كارلوس مانيجليا وتانا شمبوري. وهو تكملة لفيلم «7 صناديق» (7 Cajas) الذي صدر عام 2012. تم اختيار الفيلم كمدخل لباراغواي لجائزة أفضل فيلم بلغة أجنبية في حفل توزيع جوائز الأوسكار التسعون، لكن لم يتم ترشيحه.

## ملخص القصة
يكتشف مانو، وهو صبي موزع جرائد عمره 21 عامًا، خريطة في كتاب أهداه إليه جده الباحث عن الكنوز. معتقداً إن الخريطة تشير إلى كنز دُفن أثناء حرب الباراغواي، ويجد إن الموقع قد أصبح سفارة الآن فيقرر التسلل إليه.

## طاقم العمل
| - توماس أريدوندو في دور مانو - سيسيليا توريس في دور إيلو - كريستيان فيريرا في دور فيتو - ماريو تونانيز في دور دون إيليو - ساندرا سانابريا في دور ليلي - خيسوس بيريز |  |  |  | - أمادا غوميز - نيللي دافالوس - ليتيسيا سوسا - خورخي فرنانديز - مارتن أوفييدو - ماريو جونزاليس مارتي |

## روابط خارجية
- مقالات تستعمل روابط فنية بلا صلة مع ويكي بيانات